# حاجی‌خان‌لی
حاجی‌خان‌لی (ترکی آذربایجانی: Hacıxanlı، تا ۱۹۹۱ میلادی زورکشیش ترکی آذربایجانی: Zorkeşiş، (به ارمنی: Զորացիք)) یک منطقهٔ مسکونی در جمهوری آرتساخ است که در استان کاشاتاق واقع شده‌است.